# Coccobius luteolus
Coccobius luteolus är en stekelart som först beskrevs av Yasnosh 1968.  Coccobius luteolus ingår i släktet Coccobius och familjen växtlussteklar. Inga underarter finns listade i Catalogue of Life.